# Pelosia obscura
Pelosia obscura är en fjärilsart som beskrevs av Barend J. Lempke 1964. Pelosia obscura ingår i släktet Pelosia och familjen björnspinnare. Inga underarter finns listade i Catalogue of Life.